# Psyence Fiction
Psyence Fiction — дебютный альбом группы Unkle, выпущенный в 1998 году лейблом Mo' Wax.

## Об альбоме
Psyence Fiction планировался как некий аналог The Wall новой эры — с эпическим размахом изложения, хитовыми песенными номерами, протяженными инструментальными периодами и сильной визуальной составляющей.
К записи были привлечены музыканты, работающие в самых разных стилях: DJ Shadow, Том Йорк из Radiohead, Ричард Эшкрофт из The Verve, Джейсон Ньюстед из Metallica и Майк Ди из Beastie Boys.
Альбом достиг высших мест в ряде чартов Великобритании (1 место в UK Dance Albums и
UK Independent Albums; 4 место в UK Albums) и США (1 место в Heatseekers Albums Billboard), а также занял 15-ю строчку по продажам в Австралии и достиг первого места в чартах KTUH, спустя неделю после выхода.
Музыкальный критик Борис Барабанов, подчёркивая новаторство пластинки, назвал её "первым великим альбомом XXI века".
«Unreal» является инструментальной версией песни «Be There» (с участием Иэна Брауна), которая была выпущена годом позже в качестве сингла.
«Lonely Soul» была использована в трейлере видеоигры Assassin's Creed. Также песня стала саундтреком к фильму «Пляж», эпизодам сериалов «Misfits» и «В поле зрения».

## Список композиций
Версия на кассетах в Великобритании
| №  | Название                               | Вокал          | Длительность |
| -- | -------------------------------------- | -------------- | ------------ |
| 1. | «Guns Blazing (Drums of Death, Pt. 1)» | Kool G Rap     | 5:01         |
| 2. | «UNKLE Main Title Theme»               |                | 3:24         |
| 3. | «Bloodstain»                           | Alice Temple   | 5:57         |
| 4. | «Unreal»                               |                | 5:10         |
| 5. | «Lonely Soul»                          | Ричард Эшкрофт | 8:46         |

| №  | Название                                                    | Вокал           | Длительность |
| -- | ----------------------------------------------------------- | --------------- | ------------ |
| 1. | «Getting Ahead in the Lucrative Field of Artist Management» |                 | 0:56         |
| 2. | «Nursery Rhyme / Breather»                                  | Badly Drawn Boy | 4:45         |
| 3. | «Celestial Annihilation»                                    |                 | 4:45         |
| 4. | «The Knock (Drums of Death, Pt. 2)»                         | Mike D          | 3:58         |
| 5. | «Chaos»                                                     | Atlantique Khan | 4:42         |
| 6. | «Rabbit in Your Headlights / Outro (Mandatory)»             | Том Йорк        | 7:36         |

| №   | Название                                                                                 | Автор(ы)                  | Вокал           | Длительность |
| --- | ---------------------------------------------------------------------------------------- | ------------------------- | --------------- | ------------ |
| 1.  | «Intro (Optional)» (Включена только в рекламных «slip sleeve» версиях в Великобритании.) |                           |                 | 2:19         |
| 2.  | «Guns Blazing (Drums of Death, Pt. 1)»                                                   | J. Davis, N. Wilson       | Kool G Rap      | 5:01         |
| 3.  | «UNKLE Main Title Theme»                                                                 | J. Davis                  |                 | 3:24         |
| 4.  | «Bloodstain»                                                                             | A. Temple, J. Davis       | Alice Temple    | 5:57         |
| 5.  | «Unreal»                                                                                 | J. Davis, Jules Blattner  |                 | 5:10         |
| 6.  | «Lonely Soul»                                                                            | A. Temple, J. Davis       | Ричард Эшкрофт  | 8:56         |
| 7.  | «Getting Ahead In The Lucrative Field of Artist Management»                              | Scott Joplin (uncredited) |                 | 0:56         |
| 8.  | «Nursery Rhyme / Breather»                                                               | D. Cough, J. Davis        | Badly Drawn Boy | 4:45         |
| 9.  | «Celestial Annihilation»                                                                 | J. Davis, W. Malone       |                 | 4:44         |
| 10. | «The Knock (Drums of Death, Pt. 2)»                                                      | J. Davis, M. Diamond      | Mike D          | 3:58         |
| 11. | «Chaos»                                                                                  | A. Khan                   | Atlantique Khan | 4:42         |
| 12. | «Rabbit in Your Headlights»                                                              | Том Йорк                  | Том Йорк        | 6:20         |
| 13. | «Outro (Mandatory)»                                                                      |                           |                 | 1:06         |
| 14. | «Be There» (1999 UK bonus track.)                                                        |                           | Ian Brown       | 5:15         |

| №   | Название                                                    | Автор(ы)                  | Вокал           | Длительность |
| --- | ----------------------------------------------------------- | ------------------------- | --------------- | ------------ |
| 1.  | «Intro (Optional)»                                          |                           |                 | 2:19         |
| 2.  | «Guns Blazing (Drums of Death, Pt. 1)»                      | J. Davis, N. Wilson       | Kool G Rap      | 5:01         |
| 3.  | «UNKLE Main Title Theme»                                    | J. Davis                  |                 | 3:24         |
| 4.  | «Bloodstain»                                                | A. Temple, J. Davis       | Alice Temple    | 5:57         |
| 5.  | «Unreal»                                                    | J. Davis, Jules Blattner  |                 | 5:10         |
| 6.  | «Lonely Soul»                                               | A. Temple, J. Davis       | Ричард Эшкрофт  | 8:56         |
| 7.  | «Getting Ahead in the Lucrative Field of Artist Management» | Scott Joplin (uncredited) |                 | 0:56         |
| 8.  | «Nursery Rhyme / Breather»                                  | D. Cough, J. Davis        | Badly Drawn Boy | 4:45         |
| 9.  | «Celestial Annihilation»                                    | J. Davis, W. Malone       |                 | 4:44         |
| 10. | «The Knock (Drums of Death, Pt. 2)»                         | J. Davis, M. Diamond      | Mike D          | 3:58         |
| 11. | «Chaos»                                                     | A. Khan                   | Atlantique Khan | 4:42         |
| 12. | «Rabbit in Your Headlights»                                 | Том Йорк                  | Том Йорк        | 6:20         |
| 13. | «Outro (Mandatory)»                                         |                           |                 | 1:06         |
| 14. | «Guns Blazing (Drums of Death, Pt. 1) [Instrumental]»       |                           |                 | 4:00         |
| 15. | «The Knock (Drums of Death, Pt. 2) [Instrumental]»          |                           |                 | 3:52         |

## Неоднозначный отзыв от Pitchfork
Термин "неоднозначный отзыв" прекрасно применим к дебютной пластинке коллектива: оценки колебались от "чуть выше среднего" (6/10 от NME), до возведения на вершину (9.8 от Pitchfork). Однако с Pitchfork все не так однозначно.
Рецензия на альбом действительно получила превосходные 9.8 из 10. Однако со временем отзыв был удален. В январе 2004-го, в честь выхода второго альбома (идейно продолжавшего первый лонгплей), Лавелля представили "дилетантом": 
"still ranks as one of the most anti-climactic and jaw-dropping disappointments of recent years"
.
В интернете можно найти рецензию Райана Шрейбера на первый альбом группы, в котором он превозносит предшествующий альбом "Endtroducing" от DJ Shadow, а также хвалит тандем двух музыкальных единиц, сумевших заиграть едино такое количество артистов жанров сообща.

## Участники записи
- DJ Shadow — производство;
- Джеймс Лавель — вокал, сведение;
- Sie Medway-Smith, Jim Abbiss — сведение;
- Kool G Rap, Alice Temple, Ричард Эшкрофт, Дэймон Гоф, Mike D, Atlantique Khan, Том Йорк — вокал;
- Mark Hollis — клавишные;
- Джейсон Ньюстед — бас, терменвокс.